# Joe Christmas
Pour les articles homonymes, voir Christmas.
 (février 2024).
Si vous disposez d'ouvrages ou d'articles de référence ou si vous connaissez des sites web de qualité traitant du thème abordé ici, merci de compléter l'article en donnant les références utiles à sa vérifiabilité et en les liant à la section « Notes et références ».
Joe Christmas est  un des principaux protagonistes du roman de  William Faulkner Lumière d'août, publié en 1932. 

## Biographie fictive
Élevé dans un orphelinat, Joe Christmas ne sait que peu de chose sur sa réelle identité. Alors qu'il est probablement à la fois noir et blanc, Joe Christmas apparait en grande partie blanc. En fait, il n'y a aucune certitude qu'il soit noir, bien qu'il s'identifie comme tel. Sa quête d'identité raciale est un des thèmes du roman.  
Ses initiales sont une référence à Jésus Christ.[réf. nécessaire]
Un critique[Lequel ?] l'a décrit [Quand ?] comme le personnage le plus solitaire de la littérature américaine [Où ?].